# Masuka (krater)
Masuka är en nedslagskrater på planeten Merkurius, med en diameter på ungefär 38 kilometer.
2024 uppkallade den efter artisten Dorothy Masuka.